# Совињско Поље
Совињско Поље (итал. Poglie di Sovignacco) је насељено место у унутрашњости Истарске жупаније, Република Хрватска. Административно је у саставу Града Бузета.

## Становништво
Према последњем попису становништва из 2001. године у насељу Совињско Поље живело je 27 становника који су живели у 5 породичних домаћинстава.
Кретање броја становника по пописима 1857—2001.
| година пописа  | 1857. | 1869. | 1880. | 1890. | 1900. | 1910. | 1921. | 1931. | 1948. | 1953. | 1961. | 1971. | 1981. | 1991. | 2001. |
| бр. становника | 117   | 127   | 127   | 66    | 69    | 120   | 0     | 0     | 85    | 98    | 62    | 45    | 51    | 33    | 27    |

Напомена:Од 1869. до 1910. исказано под именом Поље. У 1921. и 1931. подаци су садржани у насељу Совињак. Од 1857. до 1880. садржи део података за насеље Совињак.